# Eugen Gollomb
Eugen Gollomb (* 19. Januar 1917 in Breslau; † 10. Januar 1988 in Leipzig) war von 1967 bis 1988 Vorsitzender der Israelitischen Religionsgemeinde zu Leipzig. Er gehörte seit 1978 zu den Initiatoren des christlich-jüdischen Dialogs in Sachsen.

## Leben und Wirken
Der Sohn des streng religiösen jüdischen Ehepaares David und Sarah Gollomb, geborene Neufeld, besuchte die Volks- und jüdische Mittelschule und von 1930 bis 1932 das Rabbinerseminar in Lublin. Danach arbeitete Eugen Gollomb im elterlichen Trikotagebetrieb, ehe er 1936 für zwei Jahre beim polnischen Militär diente. Er heiratete 1938 und eröffnete im gleichen Jahr ein Fahrradgeschäft in Breslau, in dem er bis zum Ausbruch des Zweiten Weltkriegs arbeitete.
Im September 1939 wurde Gollomb zur polnischen Armee eingezogen. Er geriet jedoch nach einigen Tagen in deutsche Kriegsgefangenschaft, aus der er im Februar 1940 entlassen wurde. Im April 1940 begann Eugen Gollombs Leidensweg als Zwangsarbeiter durch fünf verschiedene Konzentrationslager, bevor er im August 1943 nach Auschwitz-Birkenau überführt wurde. Von dort aus kam er im November 1943 in das Mutterlager, aus dem er Anfang 1944 in die Außenstelle Schwientochlowitz verlegt wurde, wo er bis zu seiner erfolgreichen Flucht im August 1944 verblieb.
Eugen Gollomb gelang es dann, sich einer Truppe polnischer, russischer und tschechischer Partisanen anzuschließen, die zuerst an der Seite der polnischen Landesarmee, später mit der polnischen Volksarmee gegen die deutschen Besatzer kämpften. Nach Kriegsende übernahm ihn die 1. polnische Armee, die ihn beauftragte, als Oberleutnant einen Grenzabschnitt an der Lausitzer Neiße zu überwachen. Obwohl Gollomb in den Konzentrationslagern viel Grauenvolles erlebte und 70 Angehörige – darunter seine erste Frau und seinen Sohn – als Opfer des Holocausts verloren hatte, untersagte er den polnischen Soldaten, Rache an der deutschen Zivilbevölkerung zu nehmen. Dies führte zu schweren Konflikten mit seinen Unterstellten, die schließlich einen Mordanschlag auf ihn verübten. Deswegen ließ sich Gollomb am 26. Mai 1946 demobilisieren.
Danach arbeitete er als Expedient in Hirschberg. Dort lernte er die 18-jährige Ingeborg Stahr kennen, die als Angehörige der deutschen Minderheit im Dezember 1946 nach Leipzig ausgesiedelt wurde, wohin er ihr Anfang 1947 folgte. Sie heirateten noch im gleichen Jahr und wurden 1949 Eltern einer Tochter. Ebenfalls im Jahr 1949 begann Eugen Gollomb als Selbstständiger ein Unternehmen für Personalvermittlung aufzubauen, das 17 Dienstleistungsarten anbot und eine Monopolstellung in Leipzig gewann. Es gelang ihm das Instandhaltungswesen der Messehäuser in Leipzig zu organisieren. 1950 erhielt er die Staatsbürgerschaft der DDR, auf die er nicht stolz war, da er sich stets als Jude begriff und sich weder als Pole noch als Deutscher identifizierte.
Eugen Gollomb fand infolge der am 14. Mai 1948 erfolgten Gründung des Staates Israel zu seinem im Zweiten Weltkrieg verloren gegangenen jüdischen Glauben zurück. Er schloss sich der Israelitischen Religionsgemeinde zu Leipzig an, in deren Vorstand er 1954 aufstieg und zu deren Vorsitzender er 1967 gewählt wurde. Dieses Amt nahm er bis zu seinem Tod im Jahr 1988 wahr. Als Funktionär widersetzte er sich offen der in der DDR staatlich verordneten Israelfeindlichkeit, so verweigerte er 1972 die Unterschrift unter eine Resolution gegen den Staat Israel. Ebenso wehrte sich Eugen Gollomb gegen den hinter der Fassade des Antizionismus versteckten Antisemitismus der SED-Funktionäre. Er trat nie in die SED ein, musste daher oft staatliche Willkürakte ertragen – wie den Entzug des Status eines Kämpfers gegen den Faschismus – und wurde jahrelang von Inoffiziellen Mitarbeitern des Ministeriums für Staatssicherheit überwacht, die ihn als gefährlichen Zionisten verleumdeten.
1977 wurde ihm erstmals der Besuch Israels gestattet. Eugen Gollomb war zu diesem Zeitpunkt kein gesunder Mann mehr. Bereits 1961 hatten Ärzte ein schweres Krebsleiden bei ihm diagnostiziert, 1968 wurde er Invalide, und 1974 musste er seine berufliche Tätigkeit krankheitshalber beenden. Trotzdem setzte sich der schwer kranke Mann von 1978 bis zu seinem Tod – gemeinsam mit dem evangelischen Pfarrer Siegfried Theodor Arndt, dem Vorsitzenden der Arbeitsgemeinschaft „Kirche und Judentum“ – für den christlich-jüdischen Dialog ein, mit dem Ziel, Christen und Juden zu versöhnen. Eugen Gollomb verstarb am 10. Januar 1988 in Leipzig, ihm folgte im Amt des Vorsitzenden der Israelitischen Religionsgemeinde zu Leipzig Aron Adlerstein.

„Er war eine der angenehmsten Gestalten des Judentums in der DDR, gradlinig, unbestechlich, ein Vollblutjude. Und Jude zu sein bedeutete für ihn, Kämpfer zu sein. Er war nicht nur Mittelpunkt seiner Gemeinde, er war die Gemeinde.“